# Viviane Dalles
Viviane Dalles est une photographe documentaire indépendante française née en 1978 à Millau.
Lauréate du prix Canon de la femme photojournaliste 2014 pour son reportage sur quatre futures mères adolescentes du Nord de la France, elle a également photographié les conséquences du Tsunami de 2004 en Inde et les habitants du désert australien.
Elle est basée à Paris.

## Biographie

### Jeunesse et études
Viviane Dalles est née en 1978 à Millau, en Aveyron. Elle est diplômée d’un Deug des beaux-arts de l’université Paul-Valéry-Montpellier et d’un master de l’École nationale supérieure de la photographie d’Arles en 2003. Elle y découvre la photographie documentaire, notamment grâce à Jane Evelyn Atwood qui y intervient.

### Carrière
Viviane Dalles commence sa carrière en 2003 comme archiviste à la Fondation Henri Cartier-Bresson, puis à l’agence Magnum Photos à Paris où elle côtoie Josef Koudelka et Raymond Depardon.
Elle se lance comme photographe documentaire après le Tsunami en Asie du Sud-Est de décembre 2004. Elle quitte Magnum et part en Inde pour couvrir les conséquences de la catastrophe.
Elle poursuit son travail avec un reportage sur Monsanto, Monsanto à la conquête de l'or blanc, pour lequel elle obtient la bourse du Talent en 2007, puis sur le gang rose (Sampat Pal Devi), exposé au festival photo de Phnom Penh et sur les réfugiés Bhoutanais,,,.
En 2010, elle part en Australie et suit pendant deux ans Michael Karaitiana, le dernier propriétaire de « Boxing Tents », les chapiteaux de boxe ambulantes. Elle publie Terra Nullius en 2012, un essai photographique sur le désert et ses habitants.
En 2014, lauréate du prix Canon de la femme photojournaliste, elle suit le quotidien de quatre mères adolescentes du Nord de la France afin de mieux appréhender leur réalité et de comprendre pourquoi elles sont si souvent stigmatisées,,. Son reportage est exposé au festival Visa pour l'image.
La même année, elle participe à l’exposition hommage à Sabine Weiss, Chère Sabine, présentée à la Maison européenne de la photographie et au Salon de la Photo de Paris,.

## Distinctions
- 2007 : bourse du Talent, catégorie reportage[15]
- 2008 : bourse de la vocation de la fondation Bleustein Blanchet[16]
- 2014 : prix Canon de la femme photojournaliste[17]
- 2016 : bourse de la photographie documentaire, CNAP[18]

## Expositions majeures
- 2012 : Terra Nullius, Australie, Musée de Millau et des Grands Causses[19]
- 2014 : Chère Sabine, Maison européenne de la photographie, Paris[13]
- 2014 : Chère Sabine, Salon de la photo
- 2015 : Devenir « mère ado », festival Visa pour l’mage, Perpignan[1]
- 2016 : Fotoistanbul, Turquie
- 2019 : Shuter Art Museum, Canton, Chine
- 2019 : Red Museum, Chengdu, Chine

## Publication
- Terra Nullius, éditions Crowdbooks, 2012[20]